# Platystethynium
Platystethynium is een geslacht van vliesvleugeligen uit de familie Mymaridae. De wetenschappelijke naam van dit geslacht is voor het eerst geldig gepubliceerd in 1946 door Ogloblin.

## Soorten
Het geslacht Platystethynium omvat de volgende soorten:
- Platystethynium fransseni (Ogloblin, 1946)
- Platystethynium onomarchicidum Ogloblin, 1946